# アレクサンドル・ミハイロヴィチ (ロシア大公)
アレクサンドル・ミハイロヴィチ（ロシア語: Александр Михайлович、1866年4月13日 - 1933年2月26日）は、ロシア大公。ロシア皇帝ニコライ1世の末子ミハイル・ニコラエヴィチ大公の四男、母はバーデン大公レオポルト1世の娘オリガ・フョードロヴナ。

## 生涯

### ロマノフ朝時代

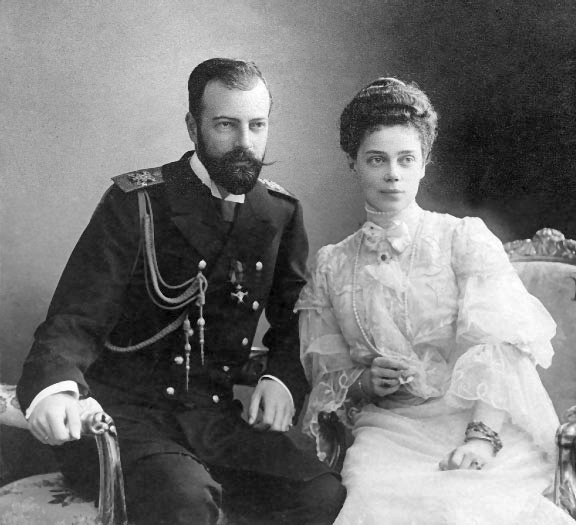
アレクサンドルとクセニア

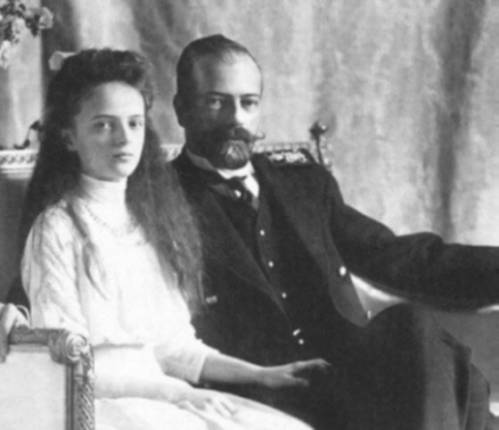
アレクサンドルとイリナ

1866年にトビリシで生まれ、幼少の頃から「サンドロ」の愛称で呼ばれていた。成長したアレクサンドルはロシア帝国海軍に入隊し、1885年に士官候補生として海軍大学校を卒業後は大日本帝国・ブラジル帝国を親善訪問した。
1894年に従兄であるアレクサンドル3世の長女クセニア・アレクサンドロヴナと結婚し、7人の子女をもうけた。これにより、アレクサンドルはニコライ2世の義理の兄弟となり、彼の私的な補佐役の地位を獲得した。アレクサンドルの批判を含む助言はニコライ2世に大きな影響を与えていた。アレクサンドルの回顧録によると、ニコライ2世への影響力を巡りアレクサンドラ皇后と争っており、彼が信じる「ロシア国内で反ユダヤ主義が蔓延している」という見解をニコライ2世に共有させようとしていたという。
1895年には太平洋艦隊の強化に乗り出し、翌年に海軍士官学校教官となり戦術理論を担当した。1901年から1902年にかけて、黒海艦隊の戦艦ロスチスラフ艦長を務め、1903年に黒海艦隊下級艦隊司令官に任命される。日露戦争の際には武装商船船団の指揮官を務め、戦後は海軍参謀本部の創設に尽力し、艦隊の再編成や新型戦艦の建造を熱心に主張した。この間、自身の発議により、貿易航海・港湾総局が創設され総局長を務めた他、1904年には義捐金による艦隊強化特別委員会委員長に就任した。これらの職務を通して、長距離輸送用ラインの作成と商船の航海訓練、港の新設に貢献した。1909年に中将に昇進した。アレクサンドルは航空戦力の充実にも力を注ぎ、1910年にセヴァストポリ郊外に航空隊士官学校を創設した。第一次世界大戦勃発後はロシア帝国航空隊司令官を務め、1916年12月には空軍総監に就任した。

### 晩年

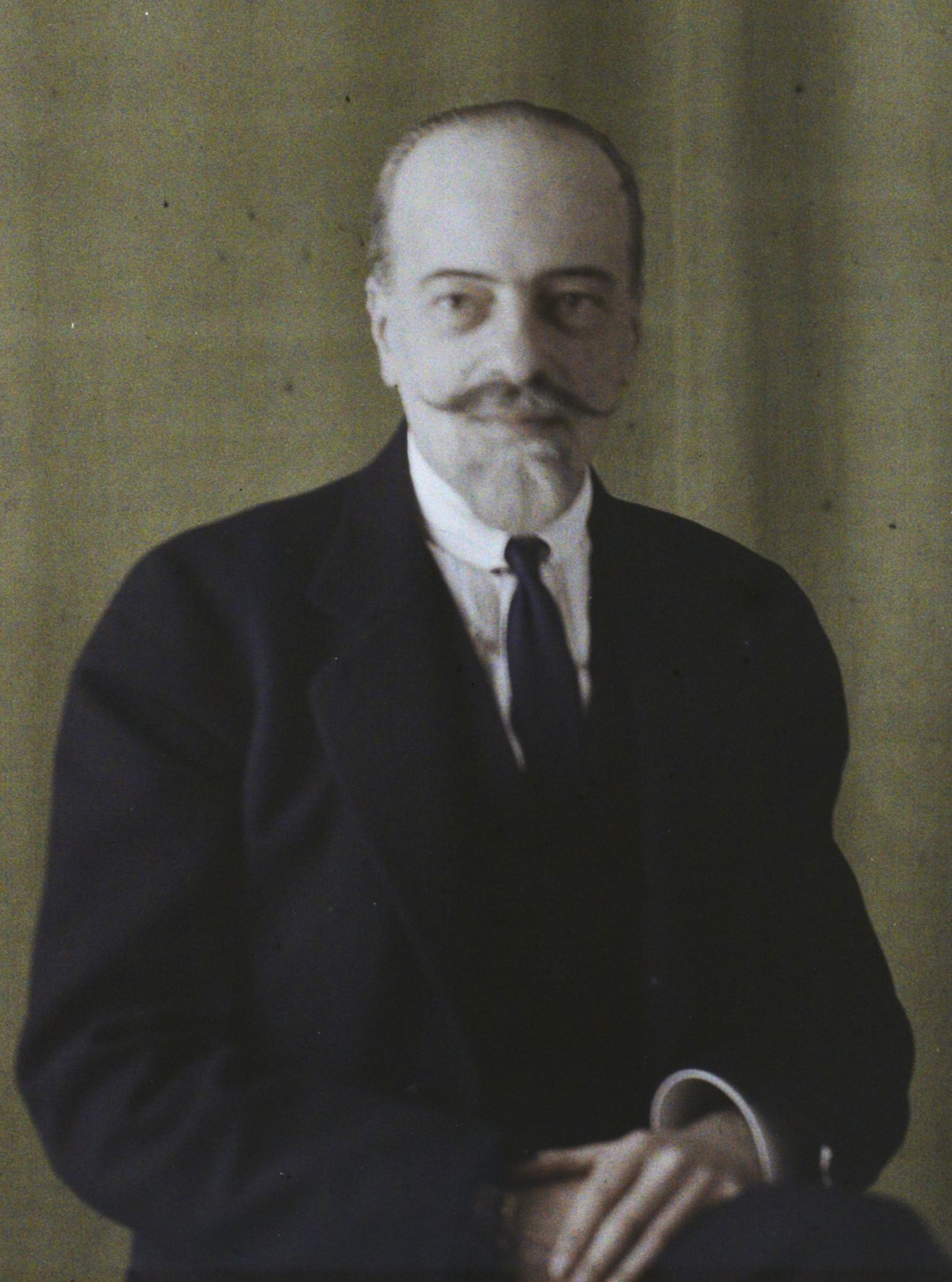
オートクローム技法により撮影されたアレクサンドルの肖像写真（1923年）

ロシア革命が勃発すると1918年にクリミアから脱出し、妻子および姑のマリア皇太后たちは翌1919年にイギリスが差し向けた戦艦マールバラに乗りこんで亡命に成功した。亡命後はパリに居住し、回顧録を執筆する傍らエチオピア帝国皇太子のラス・タファリ・マコンネンと交流する日々を過ごした他、考古学に興味を抱くようになり、各地を旅するようになった。1933年2月26日にロクブリュヌ＝カップ＝マルタンで死去し、遺体は3月1日に同地に埋葬され、妻クセニアは1960年にハンプトン・コート宮殿で死去した。
アレクサンドルは兄ミハイル・ミハイロヴィチと共にフランスのビアリッツやコート・ダジュールで休暇を過ごすことを好み、1908年にはカンヌのホテル建設に多額の資金を提供していた。

## 子女

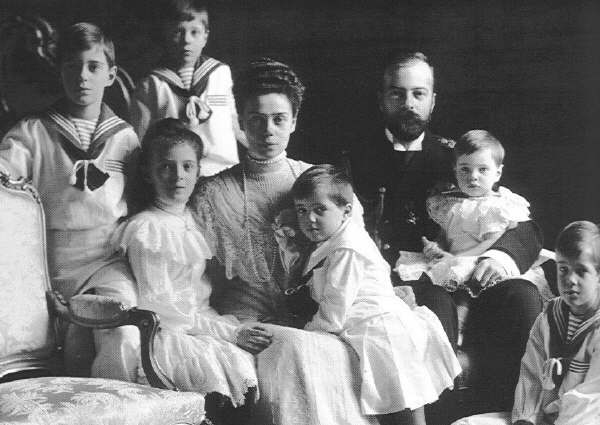
アレクサンドル一家

ニコライ2世は皇族たちが貴賤結婚をすることを認めなかったため、アレクサンドルの子供たち（六男一女）のほとんどはロマノフ朝が崩壊するまで結婚することはなかった。ロマノフ朝時代にニコライ2世の許可を得て結婚できたのは長女イリナのみであり、1918年6月12日に長男アンドレイがヤルタで結婚した時には、ニコライ2世は既に退位し、エカテリンブルクに監禁されていた。
- イリナ（1895年 - 1970年）
- アンドレイ（1897年 - 1981年）
- フョードル（1898年 - 1968年）
- ニキータ（1900年 - 1974年）
- ドミトリー（英語版）（1901年 - 1980年）
- ロスチスラフ（英語版）（1902年 - 1978年）
- ヴァシーリー（1907年 - 1989年）